# التهاب المعدة الضموري
التهاب المعدة الضموري (بالإنجليزية: Atrophic Gastritis)‏ (يُعرف أيضًا بشكل أكثر تحديدًا بالتهاب المعدة من النوع أ أو النوع ب) هو التهاب مزمن في الغشاء المخاطي للمعدة، مما يؤدي إلى فقدان الخلايا الغُدية في المعدة واستبدالها في نهاية المطاف بأنسجة الأمعاء والألياف. نتيجة لذلك، يضعف إفراز المعدة للمواد الأساسية مثل حمض الهيدروكلوريك، البيبسين والعامل الداخلي، مما يؤدي إلى مشاكل في الجهاز الهضمي. الأكثر شيوعا هو نقص فيتامين بي12 الذي قد ينجم عن فقر الدم الخبيث وسوء امتصاص الحديد، مما يؤدي إلى فقر الدم الناجم عن عوز الحديد. يمكن أن يكون سببه العدوى المستمرة بالبكتيريا الحلزونية بيلوري، أو يمكن أن يكون مناعيًا ذاتيًا في الأصل. أولئك الذين يعانون من التهاب المعدة الضموري المناعي الذاتي (التهاب المعدة من النوع أ) هم أكثر عرضة إحصائيا للإصابة بسرطان المعدة والتهاب الغدة الدرقية هاشيموتو والأكلورهيدريا.
يؤثر التهاب المعدة من النوع أ في المقام الأول على بطانة (مركز) المعدة وهو أكثر شيوعًا مع فقر الدم الخبيث. يؤثر التهاب المعدة من النوع ب، في المقام الأول على غار المعدة، وهو أكثر شيوعًا مع عدوى الملوية البوابية.

## الأعراض والعلامات
قد يكون بعض الأشخاص المصابين بالتهاب المعدة الضموري بدون أعراض. ومع ذلك، فإن المرضى الذين يعانون من الأعراض هم في الغالب من الإناث وعلامات التهاب المعدة الضموري هي تلك المرتبطة بنقص الحديد: التعب، متلازمة تململ الساقين، هشاشة الأظافر، تساقط الشعر، ضعف وظيفة المناعة، ضعف التئام الجروح. والأعراض الأخرى، مثل تأخر إفراغ المعدة (80٪)، أعراض الارتجاع (25٪)، والاعتلال العصبي المحيطي (25٪)، التشوهات اللاإرادية، فقدان الذاكرة، تكون أقل شيوعًا وتحدث في 1٪-2٪ من الحالات. تم الإبلاغ أيضًا عن اضطرابات نفسية أخرى، مثل الهوس والاكتئاب واضطراب الوسواس القهري والذهان والضعف الإدراكي.
على الرغم من أن التهاب المعدة الضموري المناعي الذاتي يضعف امتصاص الحديد وفيتامين بي12، إلا أنه سيتم العثور على نقص الحديد في سن أصغر وقبل سنوات عديدة من تطور فقر الدم الخبيث.

## الفسيولوجيا المرضية
التهاب المعدة الضموري الحؤولي ذاتي المناعة (إيه إم إيه جي) هو شكل موروث من أشكال التهاب المعدة الضموري يتسم باستجابة مناعية تجاه الخلايا الجدارية والعامل الداخلي. ويعتبر وجود الأجسام المصلية المضادة للخلايا الجدارية والعامل الداخلي من أبرز آثار المرض. وبالتالي، تؤدي استجابة المناعة الذاتية إلى تدمير الخلايا الجدارية، مما يتسبب في نقص الهيدروكلوريَّة بصورةٍ كبيرة (وارتفاع مستويات هرمون الغاسترين). كما يؤدّي الإنتاج غير الكافي للعامل الداخلي إلى سوء امتصاص فيتامين بي12 وفقر الدم الخبيث. وفي العادة يقتصر التهاب المعدة الضموري الحؤولي ذاتي المناعة على جسم المعدة وقاعها.
يتسبب نقص الهيدروكلوريَّة في فرط تنسج الخلية جي (المنتجة للغاسترين)، مما يؤدِّي إلى فرط غاسترين الدم. ويترك الغاسترين أثرًا غذائيًا على الخلايا المماثلة للخلايا المعوية أليفة الكروم (وهي الخلايا المسؤولة عن إفراز الهستامين) ويُفترَض أن يكون واحدة من آليات تفسير التحول الخبيث للخلايا المعوية أليفة الكروم إلى أورام سرطانية في التهاب المعدة الضموري الحؤولي ذاتي المناعة.

## التشخيص
يتم تشخيص التهاب المعدة الضموري بالكشف عن الأجسام المضادة للخلايا الجدارية (APCA)، والأجسام المضادة للعامل الداخلي (AIFA)، والأجسام المضادة للبكتيريا الحلزونية بيلوري، بالاقتران مع فحص مصل الغاسترين الفعال لأغراض التشخيص.

## الحالات ذات الصلة
يظل مرضى الالتهاب المعدي الضموري عُرضة لخطر متزايد من الإصابة بسرطان غدِّي هضمي. ولا تزال الإستراتيجية المُثلى لرصد المرض من خلال المنظار الداخلي غير معروفة، إلا أنه يجب إزالة جميع العُقيدات والسلائل الموجودة لدى هؤلاء المرضى.

## التصنيف
يتم تصنيف التهاب المعدة الضموري كـ«نوعٍ مغلق» أو «نوعٍ مفتوح» حسب مستوى تطور المرض. وقد أيَّد هذا التصنيف كل من تاكيموتو وكيمورا من جامعة طوكيو في 1966.

## الأسباب
أظهرت الأبحاث مؤخرًا أن التهاب المعدة الضموري الحؤولي ذاتي المناعة يحدث نتيجةً لهجوم الجهاز المناعي على الخلايا الجدارية، حيث تقوم الملوية البوابية بشن هذا الهجوم من خلال آلية تُسمَّى بالتمويه الجزيئي.[بحاجة لمصدر]
يحدث التهاب المعدة الضموري الحؤولي البيئي (EMAG) بسبب عوامل بيئية، مثل: العدوى عن طريق الغذاء والإصابة بـالملوية البوابية. وتقتصر الإصابة بالتهاب المعدة الضموري الحؤولي البيئي في العادة على جسم المعدة. كما يُعد مرضى التهاب المعدة الضموري الحؤولي البيئي عرضة بنسبةٍ كبيرة لخطر الإصابة بسرطان المعدة.